# Nowy Świat (Mazovie)
Pour les articles homonymes, voir Nowy Świat.
Nowy Świat (prononciation : [ˈnɔvɨ ˈɕfjat]) est un village polonais de la gmina de Klwów dans le powiat de Przysucha de la voïvodie de Mazovie dans le centre-est de la Pologne.
Il se situe à environ 3 kilomètres au sud-ouest de Klwów (siège de la gmina), 17 kilomètres au nord de Przysucha (siège du powiat) et à 83 kilomètres au sud de Varsovie (capitale de la Pologne).

## Histoire
De 1975 à 1998, le village appartenait administrativement à la voïvodie de Radom.